# António Amorim
António Amorim (1952-2024, Porto) foi um biólogo português, especialista em genética populacional e forense. Era professor emérito da Faculdade de Ciências da Universidade do Porto e investigador no I3S, onde era líder do grupo "Genética Populacional e Evolução". Morreu a 11 de abril de 2024, de doença súbita.

## Biografia
Nasceu no Porto em 1952. Licenciou-se em Biologia em 1974 e doutorou-se em 1983 na Faculdade de Ciências da Universidade do Porto (FCUP). Foi docente da FCUP por mais de 40 anos, em várias disciplinas ligadas à genética. Foi diretor do Mestrado em Genética Forense da FCUP, e do Doutoramento em Biologia da FCUP e o pioneiro Programa Doutoral em Biologia Básica e Aplicada (GABBA) da U.Porto. A sua última aula foi em julho de 2022, entitulada "GENÉTICA | conflitos e (r)evoluções". Em 22 de março de 2023 tornou-se professor emérito da FCUP. Fez parte da direção do IPATIMUP de 1998 a 2010.
Foi um dos cientistas mais citados na área da genética forense, com mais de 11 500 citações distribuídas por mais de 500 publicações. A sua investigação centrava-se na "modelação matemática em genética populacional  pura e aplicada (forense e diagnósticos) e evolução".